# Yeh Chun-chan
Yeh Chun-chan eller Chun-chan Yeh (叶君健, pinyin: Ye Junjian), skrev på esperanto under pseudonymen Cicio Mar), född i Hong'an, Hubei 1914, död 5 januari 1999, var en kinesisk författare och översättare.
Yeh växte upp i en liten bergsby vid Yangtze. När han var 14 år lämnade han byn för att gå i skola i Shanghai. Senare studerade han litteratur vid Wuhanuniversitetet. 1944 reste han till England och forskade i engelsk litteratur vid King's College i Cambridge. Han började skriva i England. Efter inbördeskrigets slut återvände han till Kina. 1950–1974 utgav Yeh en tidskrift på engelska om kinesisk litteratur. Han har skrivit romaner, noveller och essäer. Dessutom har han översatt bland andra Aischylos, H.C. Andersen och Virginia Woolf.

## Verk översatt till svenska
- En by i bergen, 1959, omtryckt 1987 och 1990 (översatt från engelskans The Mountain Village)